# الحواش
الحواش (به عربی: الحواش) یک منطقهٔ مسکونی در سوریه است که در حمص واقع شده‌است.

## خصوصیات
الحواش ۴٬۰۶۷ نفر جمعیت دارد.